# Os Meninos do Brasil
Os Meninos do Brasil (em inglês:  The Boys from Brazil) é um romance publicado em 1976 pelo escritor norte-americano Ira Levin. Baseado em sua história foi rodado o filme homônimo de 1978. O romance foi uma das primeiras obras que abordaram sob a óptica da ficção científica a clonagem humana.

## Enredo
Yakov Liebermann é um velho caçador de nazistas baseado em Viena, onde comanda um centro que recolhe documentação sobre crimes contra a Humanidade perpetrados durante o Holocausto. 
Em setembro de 1974, Liebermann recebe um preocupante telefonema de um jovem que lhe informa que acabara de interceptar conversações telefônicas de Josef Mengele, o médico dos campos de concentração que executava experimentos em judeus durante a Segunda Guerra Mundial. De acordo com o jovem, Mengele havia acionado o Kameradenwerk (rede de apoio aos oficiais nazistas após a guerra) para levar a cabo um estranho trabalho: seis nazistas deveriam matar 94 homens, que compartilham alguns traços comuns. Todos os homens são civis e todos devem ser assassinados numa determinada data.
Antes que o jovem pudesse terminar o telefonema, ele é abruptamente interrompido e a ligação é cortada.
Liebermann hesita sobre o que fazer, pois recebe muitos trotes e pistas falsas. Todavia, o que o jovem lhe havia contado parece verossímil e decide agir. Uma caçada a Mengele e seus "meninos" tem início.

## Adaptações
O livro foi adaptado para o cinema em 1978, com direção de Franklin J. Schaffner e protagonizado por Gregory Peck.